# Hippolyte Alphonse Quénault

Traité des assurances terrestres, 1828 (Fondazione Mansutti, Milano).

Hippolyte Alphonse Quénault (Cherbourg, 6 giugno 1795 – Parigi, 6 aprile 1878) è stato un politico francese.

## Biografia
Originario della costa settentrionale della Francia, si laureò in diritto all'Università di Parigi. Dopo alcuni anni come avvocato, entrò in magistratura e divenne prima consigliere di Stato, poi segretario generale del Ministero degli Interni e del Ministero di Giustizia, infine avvocato generale e consigliere della Corte di cassazione.

## Opere
La sua opera principale è il Traité des assurances terrestres, divisa in due parti: la prima sulle assicurazioni terrestri, mentre la seconda è la traduzione in lingua francese del terzo e quarto tomo del saggio A treatise on the law of insurance di Samuel Marshall.